# John Sharp Williams

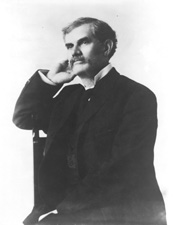
John Sharp Williams

John Sharp Williams (* 30. Juli 1854 in Memphis, Tennessee; † 27. September 1932) war ein US-amerikanischer Politiker der Demokratischen Partei, der den Bundesstaat Mississippi zuerst im US-Repräsentantenhaus, dann im US-Senat vertrat.

## Leben
John Sharp Williams wurde in Tennessee geboren, verbrachte aber einen großen Teil seiner Jugend im Yazoo County in Mississippi, nachdem er seine Eltern während des Amerikanischen Bürgerkriegs verloren hatte. Er studierte an fünf verschiedenen Universitäten, darunter die Universität Heidelberg. 1876 machte er seinen Jura-Abschluss an der University of Virginia. Nach einer kurzen Rückkehr nach Memphis, wo er 1877 Elizabeth Dial Webb heiratete, kehrte er ins Yazoo County zurück, wo er zwischen 1878 und 1893 die Plantage seiner Familie leitete und als Jurist arbeitete.

## Politik

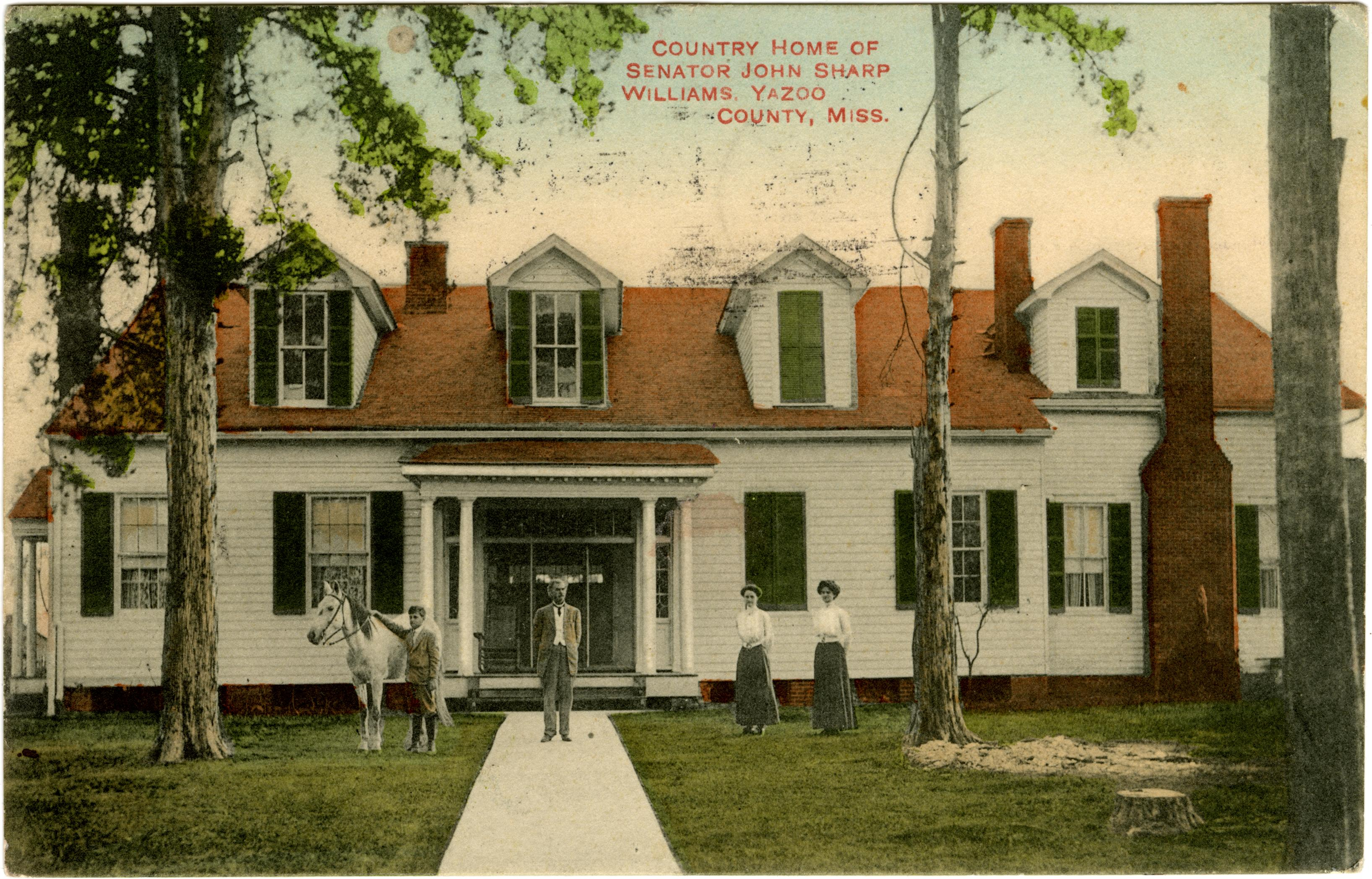
Plantage von John Sharp Williams

Nachdem er im Jahr 1893 ins US-Repräsentantenhaus gewählt worden war, stieg Williams nicht zuletzt dank seines Rednertalents schnell zu einem der führenden Köpfe der demokratischen Minderheitsfraktion auf. 1903 übernahm er die Position des Minority Leader, die er bis 1908 innehatte. Wie die meisten Südstaaten-Demokraten dieser Zeit profilierte er sich als Anhänger der Silberwährung und Gegner hoher Zölle; er unterschied sich von ihnen jedoch dadurch, dass er keine rassistischen Aussagen tätigte, die seine Popularität bei den Wählern hätten steigern sollen.
Mit einem der führenden Rassisten in Mississippi, James K. Vardaman, bekam es Williams dann 1910 zu tun, als er sich um einen Sitz im US-Senat bewarb. Er setzte sich gegen den Amtsinhaber durch und wurde als Senator einer der entschiedensten Unterstützer von US-Präsident Woodrow Wilson von dessen Nominierung durch die Partei 1912 bis zum verlorenen Kampf um die US-Mitgliedschaft im Völkerbund 1920. Überdies fungierte er während dieser Zeit als Vorsitzender des Committee to Establish a University of the United States. Dieser Ausschuss erreichte sein Ziel, eine „Universität der Vereinigten Staaten“ zu schaffen, jedoch nicht; Williams war dessen letzter Vorsitzender vor der Auflösung im Jahr 1921.
1923 verließ John Sharp Williams, der aufgrund seiner walisischen Herkunft stets stolz auf den Beitrag seiner „Landsleute“ zum Aufbau der USA hinwies, den Senat. Er kehrte auf die Plantage seiner Familie zurück, wo er das letzte Jahrzehnt seines Lebens verbrachte. John Williams war ein Cousin des Kongressabgeordneten Sydenham Benoni Alexander.